# Societas Europaea
Societas Europaea (з лат. Європейська компанія) — юридична особа, заснована відповідно до Статуту європейської компанії.

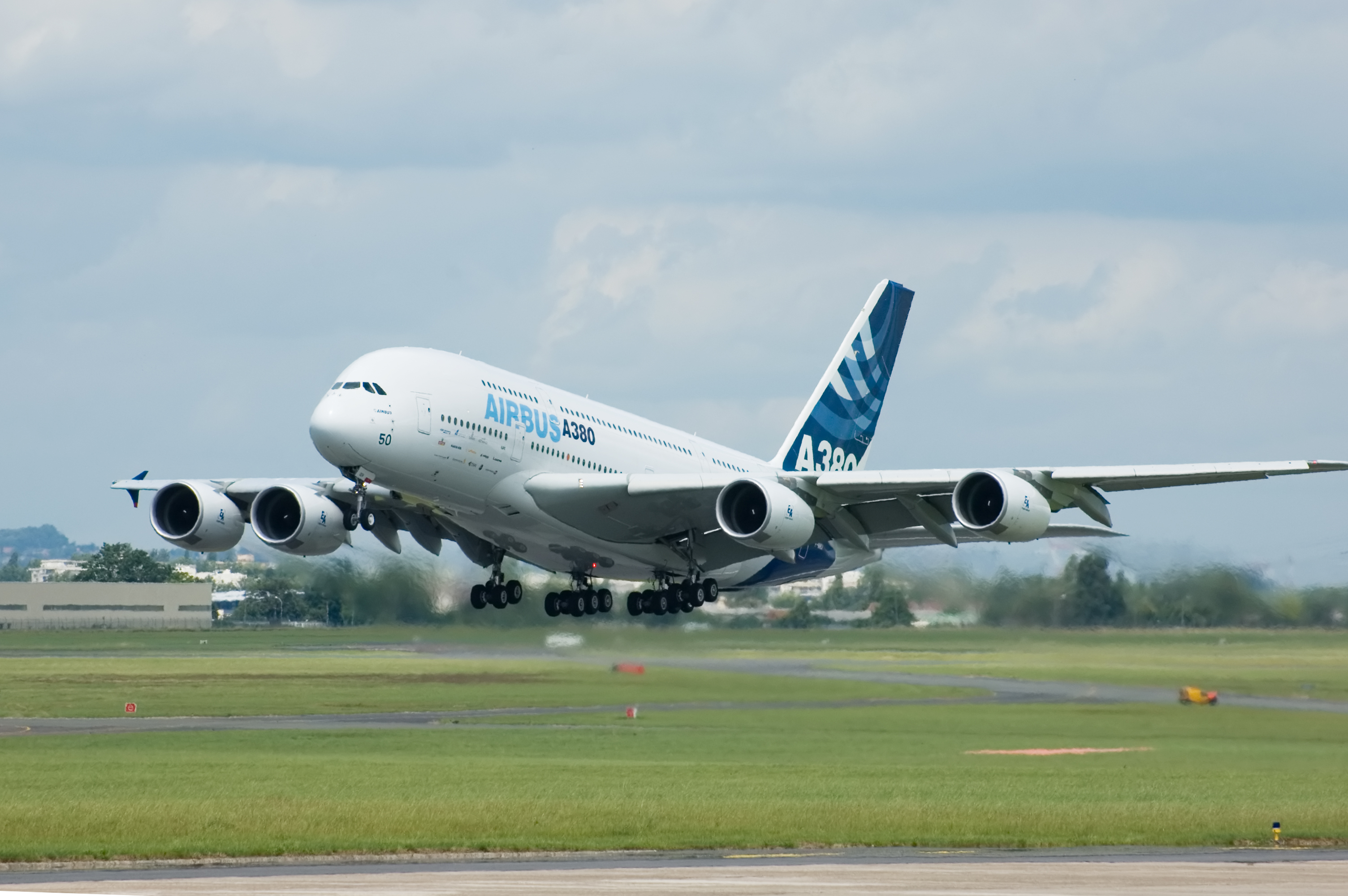
Airbus — одна з найбільших та найвідоміших Societas Europaea

Компанія, заснована в такій формі, може діяти у всіх країнах Європейського союзу без окремого проходження процедур надання національного режиму в кожній з них.
Європейська компанія може бути створена:
1. за допомогою злиття акціонерних товариств, якщо хоча б два з них підпорядковані праву різних членів ЄС
2. за допомогою заснування холдингу акціонерними товариствами або товариствами з обмеженою відповідальністю, якщо основні керуючі органи хоча б двох учасників холдингу підпорядковані праву різних членів ЄС
3. за допомогою заснування юридичними особами спільної дочірньої компанії, якщо хоча б двоє з засновників підпорядковані праву різних членів ЄС
4. за допомогою перетворення в європейську компанію акціонерних товариств, що не менше двох років мають філію в іншій країні ЄС
5. як дочірня компанія ЄС

При цьому в жодному з цих випадків компанія не зобов'язана набувати статусу європейської компанії.